# Omaliomimus
Omaliomimus is een geslacht van kevers uit de familie van de kortschildkevers (Staphylinidae).

## Soorten
- Omaliomimus actobius (Broun, 1893)
- Omaliomimus albipennis (Kiesenwetter, 1877)
- Omaliomimus carinigerus (Broun, 1893)
- Omaliomimus chalmeri (Broun, 1893)
- Omaliomimus conicus (Fauvel, 1878)
- Omaliomimus laetipennis (Broun, 1910)
- Omaliomimus litoreus (Broun, 1886)
- Omaliomimus robustus (Broun, 1911)
- Omaliomimus setipes (Broun, 1909)
- Omaliomimus venator (Broun, 1909)